# 아나 비야파녜
아나 비야파녜(스페인어: Ana Villafañe)는 미국 배우이다. 쿠바와 엘살바도르계 이민자 가정에서 태어났으며, 마이애미에서 자랐다.